# Megaselia inconspicua
Megaselia inconspicua är en tvåvingeart som beskrevs av Borgmeier 1967. Megaselia inconspicua ingår i släktet Megaselia och familjen puckelflugor. Inga underarter finns listade i Catalogue of Life.